# Écoquenéauville
Écoquenéauville è un ex comune francese di 71 abitanti situato nel dipartimento della Manica nella regione della Normandia. Il 1 gennaio 2016 infatti è stato fuso, insieme ad altri comuni vicini tra i quali Sainte-Mère-Église, che ha dato il nome al nuovo comune. 

## Società

### Evoluzione demografica
Abitanti censiti

## Storia
Nel 1972, Écoquenéauville fu associato ai comuni di Turqueville e Sébeville per formare il nuovo comune di Criqueville-au-Plain, ma nel  1980 ha ripreso la sua autonomia.